# Gelasma epimitra
Gelasma epimitra là một loài bướm đêm trong họ Geometridae.